# Emma Calderini
Emma Calderini (Ravenna, 13 febbraio 1899 – Medesano, 5 marzo 1975) è stata una costumista e storica italiana del costume popolare. Ha partecipato alla realizzazione di numerose produzioni teatrali e ha lavorato per il cinema e la televisione.

## Biografia
Nata a Ravenna, frequentò la scuola nella città natale. Proseguì gli studi presso la Scuola normale, poi divenuta «Istituto magistrale Margherita di Savoia»; in seguito la sua propensione artistica la spinse a diplomarsi presso l'Accademia di belle arti di Ravenna sotto l'influenza del maestro e decoratore Giovanni Guerrini. Il suo interesse per la cultura artistica la portò, inoltre, ad iscriversi ai corsi di arpa presso l’Accademia Filarmonica, ora Istituto di studi superiori musicali «Giuseppe Verdi» di Ravenna.
Le sue collaborazioni con riviste di moda sono piuttosto precoci: sono infatti attestati dal 1920, quando Emma era poco più che ventenne, i suoi primi articoli per Grazia, Moda e Lidel e viene presto apprezzata come disegnatrice ed esperta di storia della moda. Nel 1922, dopo la morte dei genitori, si trasferisce a Milano, dove prosegue la sua attività ampliando la collaborazione con altre riviste come Alba, Domenica del Corriere e Ambrosiano. Incoraggiata da Monsignor Giovanni Battista Montini (futuro Papa Paolo VI) approfondisce il suo interesse per gli abiti religiosi ricevendo la possibilità di entrare nei conventi di clausura e di vedere con i propri occhi tali abiti.
Nel 1925 inizia la sua carriera come costumista teatrale disegnando gli abiti di scena per il teatro di Agrigento, dove partecipa alla messa in scena di alcune opere classiche. L'interpretazione del mondo classico che la Calderini dà attraverso i costumi risultò congeniale alla coreografa e danzatrice Jia Ruskaja, la quale le commissionò numerosi bozzetti per i costumi dei suoi balletti, consacrando Emma Calderini come una delle costumiste più quotate del suo tempo. Il periodo successivo della sua attività fu caratterizzato da un'intensa attività che abbracciò tutti campi del tetro: dall'opera, alla tragedia, alla commedia.
Nel 1935 la Calderini pubblicò per la casa editrice Sperling & Kupfer di Milano la sua opera più famosa, Il costume popolare in Italia. L'autrice, attraverso una lunghissima raccolta di bozzetti, passa in rassegna gli abiti tradizionali e per le cerimonie delle varie regioni italiane. L'opera dimostra la capacità della Calderini di un uso sapiente del materiale storico anche in termini di rielaborazione critica ed originale nelle le sue realizzazioni. Questa pubblicazione le valse nel 1935 l'incarico di riorganizzare la collezione di costumi del Museo etnografico di Villa d'Este presso Tivoli e, l'anno successivo, l’occasione di mostrare alcune delle sue realizzazioni per il teatro presso la «Mostra internazionale di scenografia teatrale» che ebbe luogo nel 1936 presso la VI Triennale di Milano. Nel 1937 tornò al suo primo amore collaborando per diverse ed eterogenee produzioni mentre tra il 1940 e il 1943, durante il periodo bellico, si avvicinò al cinema dove prese parti ad alcune produzioni.
Nel dopoguerra proseguì la sua attività di costumista per lo spettacolo lavorando per Anton Giulio Bragaglia, Enzo Ferrieri e Sandro Bolchi. Per la televisione sono sue le realizzazioni dei costumi di due capolavori come Il mulino del Po (1963) e I Promessi sposi (1967).

Nel 1962 diede alle stampe, sempre per Sperling e Kupfer, l'opera Acconciature antiche e moderne.
Si spense a Medesano il 5 Marzo 1975.
Le centinaia di disegni che Emma Calderoni ha realizzato nel corso della sua carriera sono custoditi in varie istituzioni italiane: la Fondazione Arnoldo e Alberto Mondadori di Milano; la Raccolta Bertarelli (Milano); la Galleria d'Arte Moderna di Roma.

## Opere
- Il costume popolare in Italia, Sperling & Kupfer, 1934;
- Acconciature antiche e moderne, Sperling & Kupfer, 1963.